# زمين دراز (غرمسار كرمان)
زمین دراز (بالفارسية: زمین دراز) هي منطقة سكنية تقع في إيران في قسم غرمسار الریفي. يقدر عدد سكانها بـ 0 نسمة بحسب إحصاء 2016.